# Pogrzeb sardynki

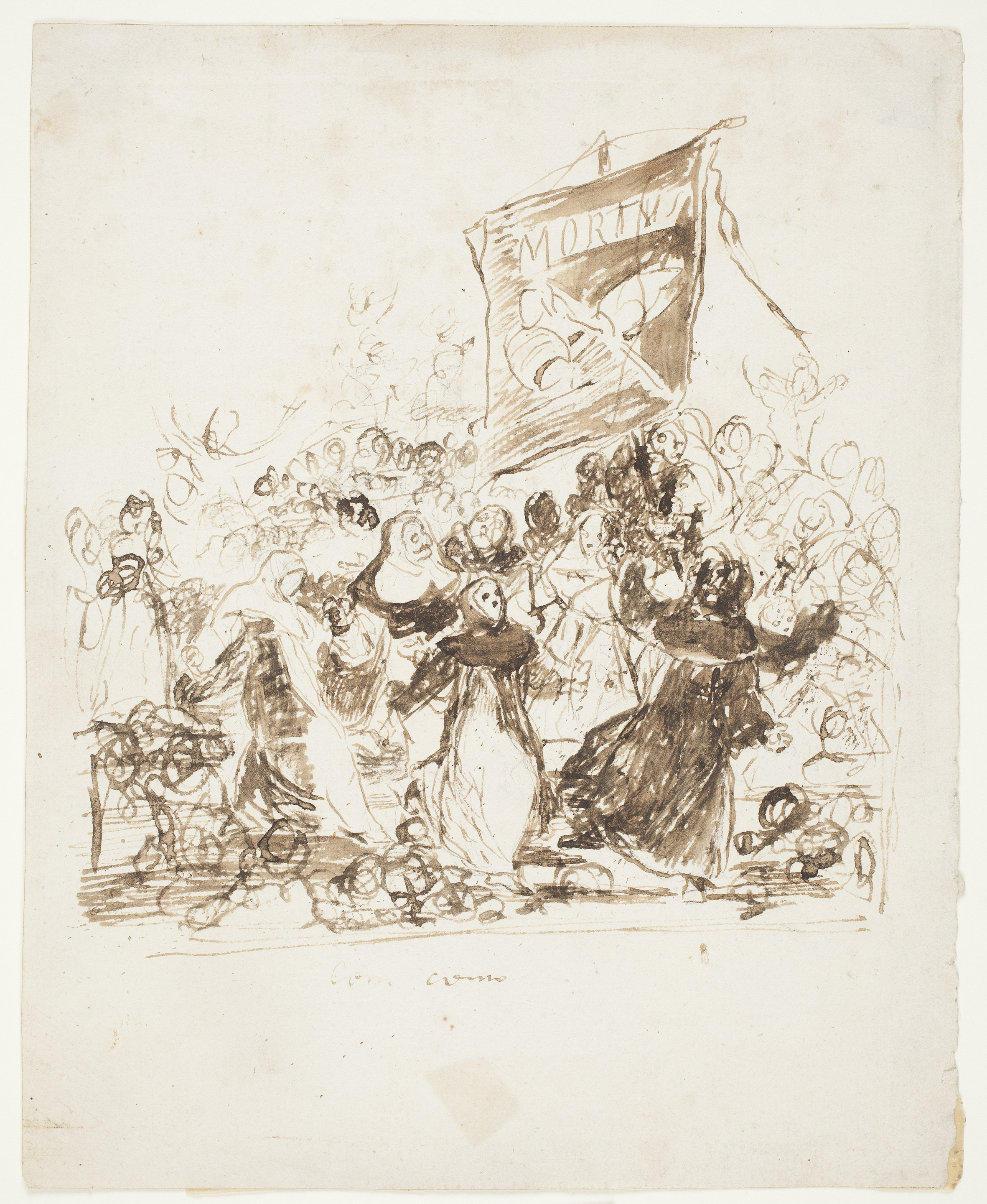
Szkic do obrazu

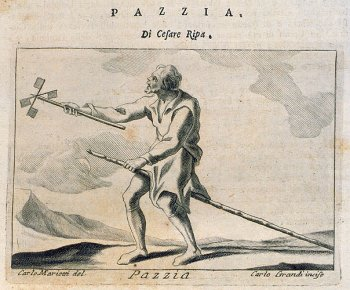
Szaleństwo przedstawione z wiatraczkiem w Ikonologii Cesare Ripa

Pogrzeb sardynki (hiszp. El entierro de la sardina) – obraz olejny hiszpańskiego malarza Francisca Goi przedstawiający karnawałowy orszak. Jest interpretowany jako zwyczaj „pogrzebu sardynki”, wesołej maskarady poprzedzającej okres Wielkiego postu. Jednocześnie zawiera mroczne symbole odnoszące się do szaleństwa, chaosu i degeneracji. Obraz powstał prawdopodobnie w czasie lub po zakończeniu wojny z Francją, w okresie niezależnej pracy twórczej Goi.

## Okoliczności powstania
Początkowo obraz datowano na rok 1783 i uznawano za realistyczne przedstawienie lokalnego święta. Obecnie przyjmuje się, że powstał w latach 1812–1814 (lub 1808–1812), a wesołe święto jest wyrazem radości Goi spowodowanej zakończeniem wojny z Francją (1808–1814). Na okres powojenny wskazuje także zastosowana technika, podobieństwo do serii rycin Szaleństwa oraz użyte materiały. W okresie wojennym i powojennym brakowało materiałów do pracy malarskiej, Goya miał zwyczaj ponownego wykorzystywania płócien i zamalowywania gotowych dzieł. Pogrzeb sardynki powstał na desce z twardego tropikalnego mahoniu lub cedru. Goya użył prawdopodobnie drewna z drzwi meblowych lub pudełka po cygarach. Stanowiąca podstawę obrazu deska została złożona z dwóch większych kawałków drewna połączonych metalowym zawiasem oraz dwóch mniejszych dodanych na górze i na dole, o szerokości około 6 cm.
Pogrzeb sardynki był często zaliczany do serii obrazów gabinetowych Goi nazywanej Święta i zwyczaje (hiszp. Fiestas y costumbres), w której skład wchodzą: Trybunał Inkwizycji, Procesja biczowników, Dom wariatów i Walka byków w miasteczku. Wszystkie te obrazy w pewien sposób przedstawiają sceny szaleństwa, powstały także na desce z takiego samego drewna, chociaż Pogrzeb sardynki ma nieco większe rozmiary. Nie został jednak wymieniony w inwentarzu dzieł Goi sporządzonym w 1812, gdzie zanotowano „cztery obrazki przedstawiające święta i zwyczaje”. Możliwe, że dzieła należą do tej samej serii, a przynajmniej są ze sobą spokrewnione pod względem tematyki, techniki i czasu powstania.

## Zwyczaj pogrzebu sardynki
Najbardziej rozpowszechnionym tytułem tego obrazu jest Pogrzeb sardynki, mimo że nie ma na nim odnośników do tego konkretnego ludowego święta obchodzonego na zakończenie karnawału. Zwyczaj ten wywodzi się z greckich Dionizji, które dotarły do krajów chrześcijańskich w różnych wariantach. Ten pogański festiwal, który próbowano stłumić jako antychrześcijański, był związany ze światem szaleństwa i obchodzony z maskami, także podlegającymi różnym zakazom. Był szczególnie popularny w Madrycie, gdzie świętowano nad brzegiem rzeki Manzanares. W noc poprzedzającą Środę Popielcową organizowano barwną procesję przebierańców, którzy z pochodniami i kolorowymi chorągiewkami udawali się nad rzekę. Świętujący zwykle ubierali się na czarno – przebrani za księży i wdowy opłakiwali śmierć sardynki, czyli koniec karnawału. Na czele procesji niesiono słomianą kukłę, w której ustach umieszczano sardynkę. Po dotarciu nad rzekę sardynce urządzano symboliczny pogrzeb – owiniętą w całun i złożoną w pudle puszczano na wodę. Kukłę palono na stosie na zakończenie zabawy. Pierwotnie grzebano nie rybę, lecz kawałek słoniny lub wieprzową półtuszę.

## Opis obrazu
W tłumie rozbawionych, świętujących ludzi widać dwie tańczące kobiety w białych sukienkach i maskach na twarzy. Z tyłu głowy noszą drugą maskę, która odzwierciedla podwójną naturę kobiety. Maski symbolizują oszustwo, złe intencje i demoniczne siły. Tancerkom towarzyszy dwóch mężczyzn, jeden ubrany w strój kościelny, a drugi w czarny kombinezon i maskę z czaszką i rogami. Po lewej stronie znajdują się dwie złowieszcze postaci, które zagrażają jednej z tancerek i wprowadzają niepokój i napięcie do sceny. Mężczyzna ubrany w strój pikadora wydaje się w obłąkaniu przymierzać do ataku piką. Możliwe, że Goya sięga do Ikonologii Cesare Ripa, w której symbolem szaleństwa jest człowiek z dziecięcym wiatraczkiem-zabawką. Goya stworzył własną wersję zastępując wiatraczek piką, która zdaje się została wyrwana chłopcu, stojącemu tuż obok. Druga groźna postać ma na sobie skórę czarnej bestii, zamiast rąk ma szpony, a na głowie maskę dzikiego zwierza podobnego do niedźwiedzia. Jej ciało jest sprężone jak u dzikiego zwierzęcia tuż przed atakiem. Cesare Ripa kojarzył takie zwierzę z reprezentacją gniewu, który zamienia człowieka w bestię. Tancerka jest odwrócona plecami do tych postaci, a jej twarz odzwierciedla błogość niewiedzy, podczas gdy jej partnerka właśnie zdała sobie sprawę z niebezpieczeństwa. Niektórzy uczestnicy również wydają się dostrzegać zbliżający się dramat, pomiędzy uśmiechami widać także gesty strachu i obaw. Para siedząca na pierwszym planie nerwowo podnosi ramiona, a kobieta w bieli po prawej stronie przyciska dłonie do piersi. Tylko obecność postaci dziecięcych łagodzi dionizyjską surowość tej sceny. Nad tłumem świętujących wznosi się proporzec z ironicznym i kpiącym obliczem boga Momosa, króla karnawału. Wyraz jego twarzy wskazuje, że cieszy się spektaklem irracjonalnego społeczeństwa, które nie potrafiło odróżnić zabawy od szaleństwa, a to doprowadziło do tragedii. Ludzkie dążenie do przyjemności jest pozbawione umiaru. Patricia Wright sugeruje, że obraz jest antytezą oświeconych rządów króla Karola III.
W kolekcji Muzeum Prado znajduje się rysunek pogrzebu sardynki, który jest uważany za pierwszy szkic tego dzieła. Postaci świętujących tłoczą się wokół proporca z napisem MORTUS i rysunkami tiary, pastorału i mitry. Wśród przebierańców widać zakonnice i zakonników w żywiołowym tańcu. Początkowo Goya namalował na proporcu szkielet i podobnie jak na szkicu słowo MORTUS, które wciąż jest widoczne w lewym górnym rogu. Później jednak złagodził przekaz i zamalował proporzec prześmiewczą twarzą Momusa. Na różnych postaciach widoczne są inne pentimenti.
Goya wybrał wysoki punkt widzenia, obejmując w ten sposób postaci w oddali. Postacie leżące na ziemi tworzą dystans między widzem a resztą sceny. Karykaturalne maski i twarze postaci z tłumu świętujących są zapowiedzią groteskowych czarnych malowideł z Domu Głuchego. Ekspresjonistyczny charakter dzieła przywołuje na myśl serię rycin Szaleństwa. Obraz stał się inspiracją dla hiszpańskich malarzy XX wieku, m.in. Gutiérreza Solany malującego karnawałowe sceny.

## Proweniencja
Hiszpański kolekcjoner sztuki i przyjaciel malarza Manuel García de la Prada zapisał serię Święta i zwyczaje i Pogrzeb sardynki w swoim testamencie z 1834, Akademii św. Ferdynanda. Nie wiadomo jednak, kiedy i w jakich okolicznościach nabył obrazy. Wszystkie zostały włączone do kolekcji akademii w grudniu 1839. Obraz został wybrany do ilustrowanego zbioru najważniejszych dzieł Akademii św. Ferdynanda (Cuadros selectos de la Real Academia de Bellas Artes de San Fernando) wydanego w 1885. W tym celu José Galván wykonał rysunek i rycinę na podstawie obrazu.